# L'Homme des fusées secrètes
Pour plus de détails, voir Fiche technique et Distribution.
L'Homme des fusées secrètes (titre original allemand : Wernher von Braun ou anglais : I Aim at the Stars) est un film germano-américain réalisé par J. Lee Thompson sorti en 1960.
Il s'agit d'une biographie de Wernher von Braun, incarné par Curd Jürgens.

## Synopsis
Le film retrace les relations professionnelles et privées de Wernher von Braun. En particulier, sa résistance à la politique d'armement des SS et des nazis est soulignée et son rôle dans le Troisième Reich transfiguré comme celui d'un compagnon de route apolitique. La deuxième partie du film décrit la nouvelle vie de Braun aux États-Unis et son implication significative dans l'émergence de la NASA et l'exploration de l'espace.

## Fiche technique
- Titre : L'Homme des fusées secrètes
- Titre original : Wernher von Braun – Ich greife nach den Sternen (allemand), I Aim at the Stars (anglais)
- Réalisation : J. Lee Thompson assisté de Karl Heinz Elsner et de Hans-Joachim Sommer
- Scénario : Jay Dratler
- Musique : Laurie Johnson
- Direction artistique : Hans Berthel (de)
- Photographie : Wilkie Cooper
- Son : Walter Rühland
- Montage : Frederick Wilson
- Production : Charles H. Schneer
- Sociétés de production : Morningside Productions, Fama-Film
- Société de distribution : Columbia Film-Verleih
- Pays de production :  Allemagne de l'Ouest,  États-Unis
- Langue : anglais
- Format : Noir et blanc - 1,37:1 - Mono - 35 mm
- Genre : Biographie
- Durée : 107 minutes
- Dates de sortie :
  - Allemagne de l'Ouest : 19 août 1960.
  - France : 7 septembre 1960[1].
  - États-Unis : 19 octobre 1960.
  - Royaume-Uni : 24 novembre 1960.
- Affiche : Georges Kerfyser (France)

## Distribution
- Curd Jürgens : Wernher von Braun
- Herbert Lom : Anton Reger
- Victoria Shaw : Maria von Braun
- Gia Scala : Elisabeth Beyer
- Karel Štěpánek : Le capitaine Walter Dornberger
- Adrian Hoven : Mischke
- James Daly : Major William Taggert
- Gerard Heinz (de) : Hermann Oberth
- Peter Capell : Dr. Neumann
- Hayden Rorke : Un major américain
- Helmo Kindermann : Le général Kulp
- Austin Willis (en) : Le général Medaris
- John Crawford : Dr. Bosco
- Alan Gifford : Un colonel américain
- Hans Schumm : Magnus Freiherr von Braun
- Lea Seidl (de) : L'épouse de Magnus von Braun
- Eric Zuckermann : Heinrich Himmler

## Source de la traduction
- (de) Cet article est partiellement ou en totalité issu de l’article de Wikipédia en allemand intitulé « Wernher von Braun – Ich greife nach den Sternen » (voir la liste des auteurs).